# Les confessions de Frannie Langton
Les confessions de Frannie Langton (títol original en anglès, The Confessions of Frannie Langton) és una sèrie de televisió britànica de drama històric basada en la novel·la de Sara Collins, adaptada per la mateixa Collins i produïda per Drama Republic per a ITV. Es va estrenar el 8 de desembre de 2022 com a part de la llista d'estrenes del nou servei de streaming ITVX. S'ha doblat i subtitulat al català.

## Producció

### Desenvolupament
L'agost de 2020 es va anunciar que ITV havia encarregat una adaptació de la novel·la de Collins, que va suposar el primer encàrrec d'ITV a Drama Republic. La mateixa Collins adaptaria i produiria executiva l'obra juntament amb Greg Brenman i Rebecca de Souza també productors executius i Carol Harding com a productora. Andrea Harkin dirigiria el drama.

### Càsting
L'agost de 2021, es va anunciar que Karla-Simone Spence, Sophie Cookson i Patrick Martins protagonitzarien la sèrie amb Spence fent el paper titular. Stephen Campbell Moore, Steven Mackintosh i Henry Pettigrew també s'havien unit al repartiment.

### Rodatge
Amb el suport de Screen Yorkshire i Production Intelligence, el rodatge va començar l'agost de 2021 i va acabar al novembre. Markéta Korinkova va dissenyar els decorats de la sèrie.
La fotografia principal es va fer a tot Yorkshire en llocs com l'antiga oficina de correus de Lendal a York, Duncombe Park, Dewsbury Town Hall, South Parade, Wakefield, Dalton Mills, Hull Old Town, Kingston upon Hull, Temple Newsam, Versa Studios a Leeds, York Mansion House, Bramham Park i Sledmere House.

## Rebuda
La sèrie va rebre crítiques positives. Karina Adelgaard de Womentainment va opinar que, malgrat que els personatges LGBTQ es moren, la història d'amor "sense disculpes", combinada amb mantenir-se fidel a l'època, fa que funcioni.